# Auferstehungskirche (Jagstfeld)

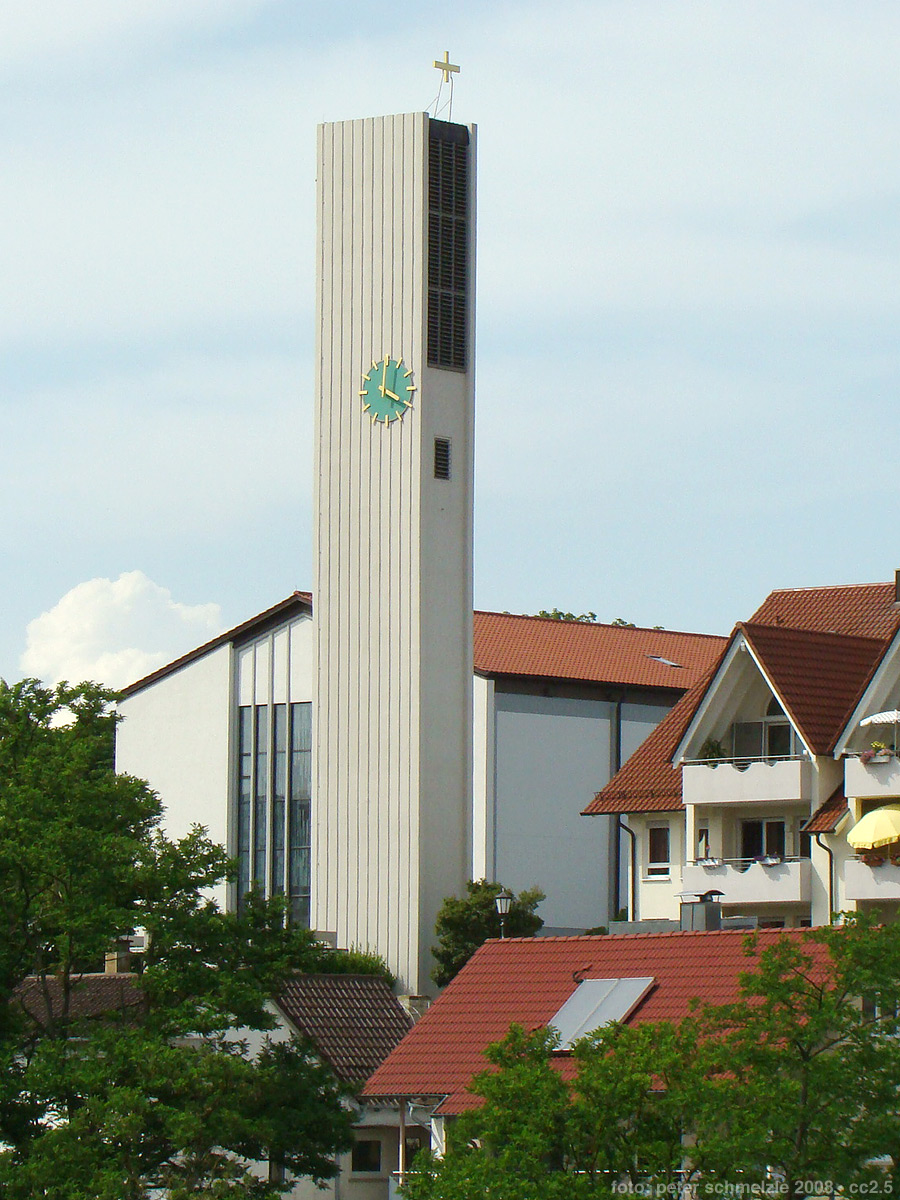
Auferstehungskirche in Bad Friedrichshall-Jagstfeld

Die Auferstehungskirche ist eine römisch-katholische Pfarrkirche in Bad Friedrichshall-Jagstfeld am rechten Ufer des Neckars im Landkreis Heilbronn im nördlichen Baden-Württemberg.

## Geschichte

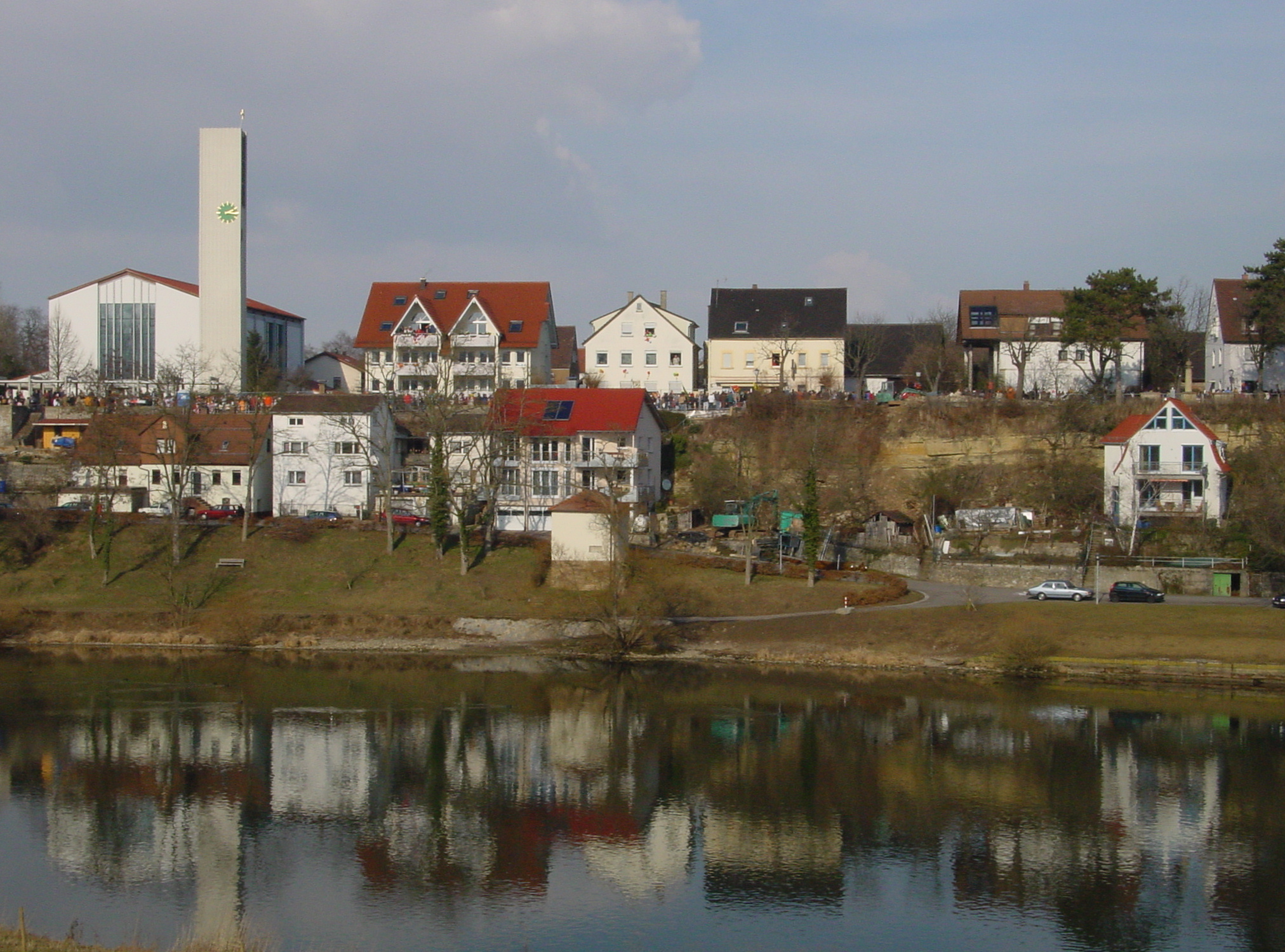
Blick von Bad Wimpfen über den Neckar nach Bad Friedrichshall, links die Auferstehungskirche

Nachdem die historische katholische Jagstfelder Wendelinuskirche zu klein geworden war, gab es bereits ab 1919 Bestrebungen zum Neubau einer katholischen Kirche in Jagstfeld. Als nach dem Zweiten Weltkrieg zahlreiche katholische Vertriebene und Flüchtlinge nach Bad Friedrichshall kamen, wurde ein Kirchenneubau unausweichlich. Die ersten Spenden ab 1919 wurden durch die Hochinflation, die unmittelbar nach dem Zweiten Weltkrieg gesammelten durch die Währungsreform entwertet, so dass ab 1950 eine erneute Sammlung die zum Bau benötigten Geldmittel erbrachte.
Die Kirche wurde von 1953 bis 1957 nach Plänen des Schorndorfer Architekten Fritz Vogt erbaut und im Mai 1957 eingeweiht.

## Architektur und Ausstattung
Der Aufbau des hallenartigen, rechteckigen Kirchengebäudes gilt als schlicht und sachlich. Der freistehende schlanke Glockenturm hat eine Höhe von 28 Metern und ist über einen Wandelgang auf dem Vorplatz mit der Kirche verbunden.
Die Farbverglasungen der Kirche stammen von den Künstlern Manfred Henninger (Stuttgart) und Hans Schreiner (Bad Friedrichshall), sie haben im Seitenschiff die Kreuzwegstationen, in der Seitenkapelle die Marienverehrung und in der Südostwand die Auferstehung und das Pfingstwunder zum Thema. Das Altarkreuz wurde von Luitgard Müller gestaltet und zeigt die Marterwerkzeuge und Wundmale Jesu als rote Email-Arbeit. Ebenso ist das Tabernakel des Jagstfelder Künstlers Robert Förch in Email gefertigt.
Die hölzerne, etwa 125 cm hohe Mondsichelmadonna ist eine von der Werkstatt Norbert Eckert in Bad Mergentheim gefertigte Kopie einer 1976 gestohlenen Figur aus der Zeit um 1500.
An der westlichen Außenseite der Kirche befindet sich seit den 1970er Jahren der ursprünglich von Roman Mayan errichtete, aus 14 Stationen bestehende Kreuzweg, der 1936 an der Christkönigskapelle im Kocherwald angelegt worden war.